# Uniemyśl (Lubawka)
Uniemyśl (deutsch Berthelsdorf) ist ein Ort in der Stadt- und Landgemeinde Lubawka im Powiat Kamiennogórski der Wojewodschaft Niederschlesien in Polen. Es liegt an der Grenze zu Tschechien.

## Geographie
Uniemyśl liegt am Bach Szkło (Glaserwasser), zwischen dem Rabengebirge und dem Schömberger Gebirge. Nachbarorte sind Chełmsko Śląskie und Błażejów (Blasdorf b. Schömberg) im Norden und Okrzeszyn im Süden. Jenseits der Grenze liegen Adršpach im Osten, Chvaleč und Slavětín im Süden, Petřikovice im Südwesten, Bečkov und Bernartice im Westen und Královec im Nordwesten.
Bei Uniemyśl befindet sich auch die Wasserscheide zwischen Elbe und Oder. Das südlich entspringende Glaserwasser fließt in die Aupa, diese in die Elbe, welche in die Nordsee mündet. Die nördlich entquellende Meta fließt in die Zadrna, dieser in den Bober, die Oder und damit in die Ostsee.

## Geschichte
Das südliche Gebiet des späteren Landkreises Landeshut gehörte zum Besitz des Benediktinerklosters Grüssau, das vom Kloster Opatowitz aus besiedelt worden war und zu Böhmen gehörte. 1289 kaufte Herzog Bolko I. das Klostergebiet den Benediktinermönchen ab und gründete 1292 das Zisterzienserkloster Grüssau, dem er umfangreichen Grundbesitz schenkte. Dessen Enkel Bolko II. schenkte 1367 „Bertholdisdorff“, das bis dahin zum Trautenauer Gebiet gehörte, ebenfalls dem Kloster Grüssau. Kaiser Karl IV. in seiner Eigenschaft als König von Böhmen bestätigte die Schenkung. Nach dem Tod des Herzogs Bolko II. fiel Berthelsdorf 1368 zusammen mit dem Herzogtum Schweidnitz erbrechtlich an Böhmen, wobei dessen Witwe Agnes von Habsburg bis zu ihrem Tod 1392 ein Nießbrauch zustand.
Nach dem Ersten Schlesischen Krieg fiel Berthelsdorf 1742 zusammen mit Schlesien an Preußen. 1810 erfolgte die Säkularisation des Klosterguts. Nach der Neugliederung Preußens gehörte es seit 1815 zur Provinz Schlesien und war ab 1816 dem Landkreis Landeshut eingegliedert, dem es bis 1945 angehörte. Es bildete eine eigene Landgemeinde und gehörte zum Amtsbezirk Albendorf. Ab 1899 besaß Berthelsdorf einen Haltepunkt an der Ziedertalbahn, wodurch der Tourismus gefördert wurde.
Als Folge des Zweiten Weltkriegs fiel Berthelsdorf 1945 wie fast ganz Schlesien an Polen und wurde in Uniemyśl umbenannt. Die deutsche Bevölkerung wurde weitgehend vertrieben. Die neu angesiedelten Bewohner waren zum Teil Zwangsumgesiedelte aus Ostpolen, das an die Sowjetunion gefallen war.
Durch die Schließung der Grenze zur damaligen Tschechoslowakei lag Uniemyśl abgelegen von anderen Ortschaften, so dass zahlreiche Häuser dem Verfall preisgegeben wurden und die touristische Bedeutung zurückging. Der Personenverkehr der Bahnstrecke wurde am 1. Januar 1954 eingestellt, der Güterverkehr verkehrte noch bis Ende 1959. Die Bahngleise wurden 1973 demontiert. 1975 bis 1998 gehörte Uniemyśl zur Woiwodschaft Jelenia Góra.

## Sehenswürdigkeiten

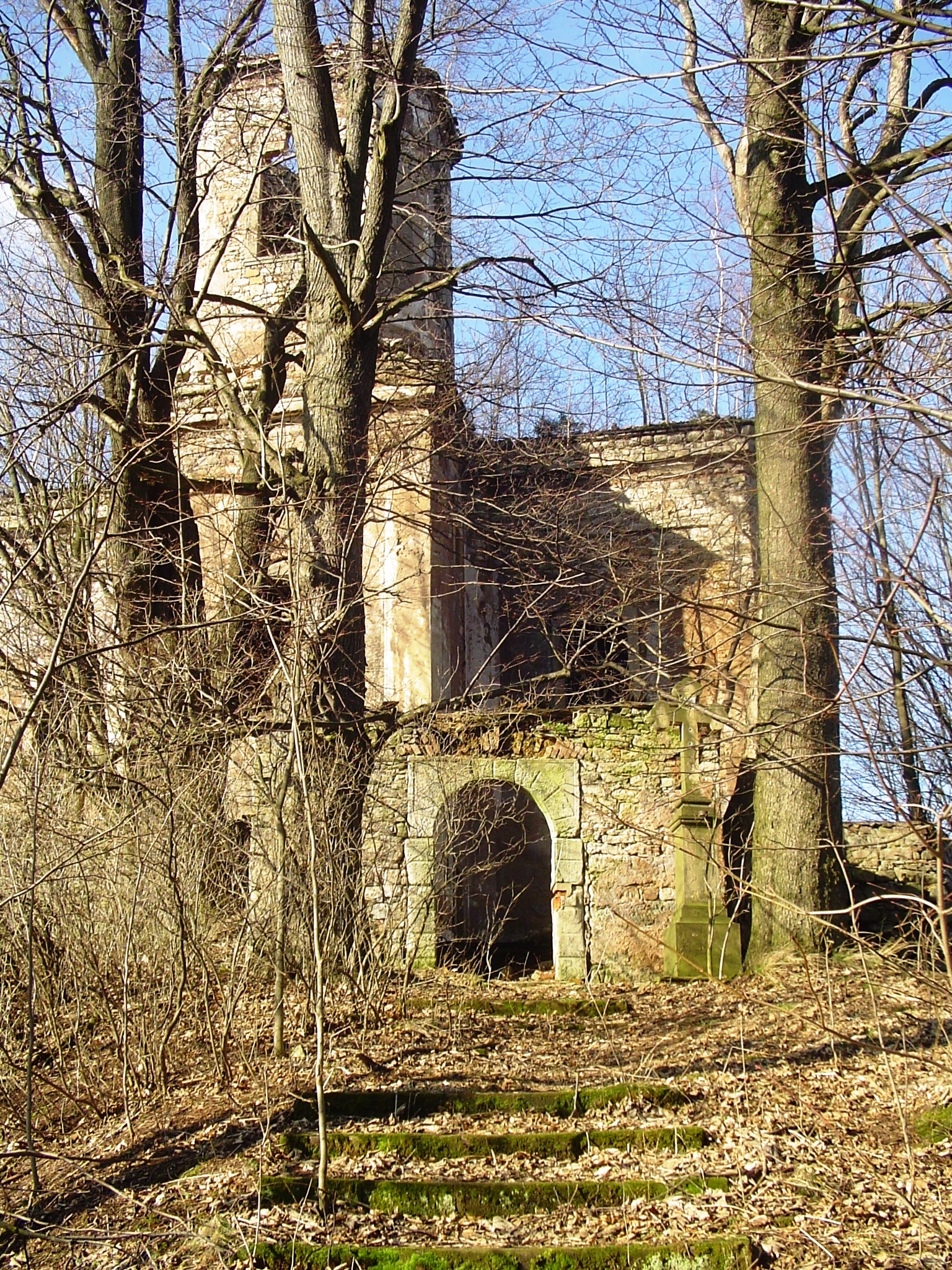
Ruine St. Mathäus

- Das Gebäude des Gerichtskretschams gehörte erblich dem Berthelsdorfer Schulzen. Es wurde in der zweiten Hälfte des 18. Jahrhunderts errichtet und im 19. Jahrhundert teilweise neu aufgemauert. Es ist ein eingeschossiger, dreiflügeliger Bau. Der Gerichtssaal befindet sich im älteren Teil und besteht aus einer Ständerwerk-Schrotholzkonstruktion. Die verzierte Holzbalkendecke wird von einem Pfosten gestützt. Das Gebäude wurde 2000 vom polnischen Naturschutzverband Klub Przyrodnikow erworben, der darin ein Naturschutzzentrum betreiben will[4].
- Die katholische Pfarrkirche St. Mathäus wurde in den Jahren 1748/49 durch den Stifts- und Stadtbaumeister Joseph Anton Jentsch errichtet.[5] Seit einem Brand 1973 besteht sie nur noch als Ruine.